# 七色未来
『七色未来』（なないろみらい）は、2009年7月6日にSNKプレイモアから発売されたパチスロ機（5号機）。保通協における型式名は「ナナイロミライB」。
SNKプレイモアのオリジナルモチーフのパチスロである。
ケータイアプリ七色未来　ミステリアスサインについてもあわせて記述する。

## 概要
業界初の新ジャンルアドベンチャーパチスロを謳うオリジナル機種。BIG BONUS中に出現する選択肢などによりストーリーが変化するマルチエンディングというアドベンチャーゲームの要素を取り入れている点が最大の特徴。ゲーム性は同社製の『シスタークエスト』と似ている。同社の『スカイラブ』チームが制作したとのこと。
Big Bonus (BB) とReg Bonus (RB) の2種類のボーナスと、天井RTが搭載されているノーマルタイプ。設定は1 - 6の6段階。有効ラインは、上段、中段、下段、右上がり、右下がりの5ライン。通常時は3枚掛け、ボーナス中は2枚掛け専用機。

### BONUS
Big Bonus
ビッグボーナスは赤7揃い、青7揃い、青7・青7・赤7揃いの3種類。
獲得枚数は312枚（固定）。
Reg Bonus
レギュラーボーナスは赤7・赤7・BAR揃い、青7・青7・BAR揃いの2種類。
獲得枚数は104枚（固定）。

### 天井RT
- BB終了後:1000G
- RB終了後:773G（主人公の名前「七未」から）

設定差はあるが、ほぼ現状維持～超微増。

## ストーリー
一之瀬七未は幼い頃から超能力を使えたが、その事実を周囲に隠し高校生にまで成長していた。最近、モノがいきなり飛んでくる、ブロックが突然倒れる
など七未の周りで不可解な事件が頻発していたが七未は偶然が重なっただけだと考えていた。だが、不可解な事件は悪質さを増していき、偶然などではなく何者かが故意に自分を、その命をも狙い仕掛けてきていると気付く。
転校生ワタナベケイは七未と同じく超能力を使える。七未が超能力を使い危機を乗り越える場面を目撃した彼は七未に協力を約束し2人で事件の真相を突き止めていく。
謎の襲撃者による見えない襲撃を乗り越える度に新たな超能力に覚醒していく七未。国家レベルの超能力開発実験、その事実を隠蔽するための学校。学校の職員全てが開発実験の秘密を守る存在である事が判明する。
調査と追跡の末、謎の襲撃者とその協力者の正体を突き止めた七未とケイ。七未と謎の襲撃者の正体である清澤葵は超能力開発実験で生まれた双子の姉妹であった。七未は秘密裏に実験から逃がされ平穏な生活を手に入れたが、葵は被検体のまま苦痛の毎日を過ごしていた。
平穏に暮らす双子の妹の存在を知った葵は、それが友人である七未である事に葛藤しながらも嫉妬と憎悪から七未を襲撃していた。だが、真実を共有した七未と葵は和解し、それを見届けたケイは七未の前で消滅する。
数年後、生まれた自身の息子に「ケイ」と呼びかける笑顔の七未の姿があった。

## 登場人物
当項目全般、公式サイトより
一之瀬七未（いちのせ ななみ）
声：小清水亜美
主人公。天真爛漫な18歳の女子高生。幼い頃に透視能力に目覚めたが、周囲には隠していた。とある事件の当事者となりテレパシー、サイコキネシス、プレコグニション、テレポーテーションなどの複数の超能力に目覚めることとなる。
本名は「双葉」。超能力開発実験で生まれた双子の妹。実験の罪の意識に悩まされていた人物の手により、実験場で起きた火事のどさくさで逃がされ、火事で死亡したと偽装工作の上で一般家庭に預けられ七未と名を変え、本人は何も知らずに成長した。
清澤葵（きよさわ あおい）
声：小清水亜美
七未の通う高校の生徒会長である女子高生。成績優秀だがどこか冷たい印象がある。ただ、冷たい自分を変えたいと思っており、自分を偽るのは疲れるとも発言している。
超能力開発実験で生まれた双子の姉。2人いた被検体が1人になってしまったため、過酷な実験を受けて育ち双子の妹の存在とその妹が生きている事を知り憎悪を募らせ七未を襲撃し続けた。清澤は地名から取ったもの。
謎の転校生
声：泰勇気
転校してきたばかりの謎の多い中性的な男子高生。超能力に詳しく、彼自身も超能力が使える。ワタナベケイと名乗る。
20年後の未来から時間を超えてやってきた七未の息子。ケイが生きた未来では七未は殺害され、その未来を変える為に過去へとやってきた。
大貫隆志（おおぬき たかし）
声：西脇保
七未の同級生の男子高生。野球部のナンバーワンスラッガー。七未に惚れている。
松本幸次郎（まつもと こうじろう）
声：市川展丈
七未の通う高校の体育教師で、七未の所属する陸上部の顧問でもある。
超能力開発実験を行った組織から葵の監視役として同学校に教師として送り込まれた男。そこで死亡したはずの双葉を目撃するが組織には報告せず黙認する。だが、葵に同情した事と覚醒を続ける双葉の超能力を危険視し七未襲撃に協力し続けた。七未自身に恨みはなく一生徒としては好ましく思っていたため、葛藤しながらの協力であった。
校長先生
七未の通う高校の校長。温厚でダンディー。
開発実験場の火事のどさくさで七未の偽装工作を行った人物。火事で失われた実験場の後に選ばれた実験場が同高校の旧校舎であり、近づく者がいないよう監視している。校長、松本に限らず同校の職員は組織から派遣された人物である。
保険の先生
声：藤原明莉
七未の通う高校の保険教師。男子に絶大な人気を誇る。声を同作品の主題歌「七色の欠片」の歌手を担当した藤原明莉が担当している。

### 七色未来 ミステリアスサイン
モバイルアプリとしてアドベンチャーゲーム形式でパチスロ版のストーリーを基に再構成、より詳細にその物語を描いた作品。1章ごとに順次配信される4部作として完成した。
パチスロ版のストーリーと1対1で対応をしているわけではないが、基本となるストーリー設定や大きなイベントは同一となっている。詳細に物語が描かれているため真相前に襲撃者が誰であるのかは推測出来るミステリ作品であるが、日常を描く場面が多く、パチスロ版では出番の少なかったキャラクターの登場も多く、友情や恋愛といった側面も描かれている。
トゥルーエンド以外には襲撃の回避に失敗するバッドエンドも複数用意されている。